# Långsvansad goral
Långsvansad goral (Naemorhedus caudatus) är ett getdjur som förekommer i östra Asien.

## Utseende
Arten påminner om en liten get med tjock päls. Den når en mankhöjd av 55 till 80 cm och en vikt mellan 22 och 32 kg. De korta hornen förekommer hos båda kön och är bakåt böjda. Pälsens färg varierar mellan grå och brun. Kroppslängden (huvud och bål) ligger mellan 80 och 120 cm och därtill kommer en 7 till 20 cm lång svans. Svansens färg är mörkare än övriga kroppen eller helt svart. På ryggens mitt finns en längsgående mörk strimma.

## Utbredning och habitat
Denna goral lever i nordöstra Kina (provinser Heilongjiang och Jilin), östligaste Ryssland (Primorje kraj) och på Koreahalvön. Habitatet utgörs främst av klippiga stäpper på bergstrakter. Den vistas även i städsegröna skogar men hittas där främst vid större gläntor. Regionen ligger 500 till 2 000 meter över havet.

## Ekologi
Djuret är växtätare och livnär sig bland annat av gräs, örter, blad, nötter och vissa frukter.
Individerna är aktiva på dagen och bildar flockar med 4 till 12 medlemmar. Gruppen har ett territorium som är ungefär 40 hektar stort. De letar vanligen på morgonen och kvällen efter föda men vid mulet väder kan de vara aktiva mitt på dagen. Äldre hannar lever oftast ensam i ett cirka 25 hektar stort revir. Arten har flera olika läten för kommunikationen. De kan också trampa med foten på marken för att varna andra flockmedlemmar.
Parningen sker under den tidiga vintern (september till november) och efter 250 till 260 dagars dräktighet föder honan vanligen ett ungdjur. Tvillingar eller trillingar förekommer sällan. Ungarna blir ungefär efter tre år könsmogna. Livslängden i naturen är cirka 15 år. Individer i djurparker levde upp till 17 år. Beroende på region har arten olika naturliga fiender som lodjur, varg, sibirisk tiger och snöleopard.

## Status
Detta getdjur jagas för köttets skull och vissa kroppsdelar används i den traditionella asiatiska medicinen. I Ryssland och på Koreahalvön är jakten förbjuden men där förekommer tjuvjakt. Andra hot är habitatets omvandling till jordbruksmark och konkurrensen med boskapsdjur. IUCN uppskattar att beståndet minskade med 30% under de senaste 21 åren (tre generationer) och listar arten som sårbar (VU).